# The Realm Online
The Realm Online, originalmente conhecido simplesmente como The Realm, é um MORPG (multiplayer online role playing game) de segunda geração.
The Realm foi lançado em dezembro de 1996 para PCs Windows. Ele foi desenvolvido na tradição dos MUDs gráficos, antes da popularização dos termos "massively multiplayer" e "MMORPG".
Originalmente publicado pela Sierra On-Line, foi abandonado por esta companhia devido à comparação desfavorável com Ultima Online e EverQuest. Foi a seguir tomado por curto tempo por uma companhia chamada World Opponent Network, que também era possuída pela Sierra On-line, e então Codemasters; atualmente é uma produção da Norseman Games.

## Popularidade
No primeiro ano do jogo, foram criadas 25mil contas de usuário. Em 2008, o servidor ainda alcançava uma população online de 100 a 200 jogadores nas horas de pico.